# رفتار آسایش در جانوران

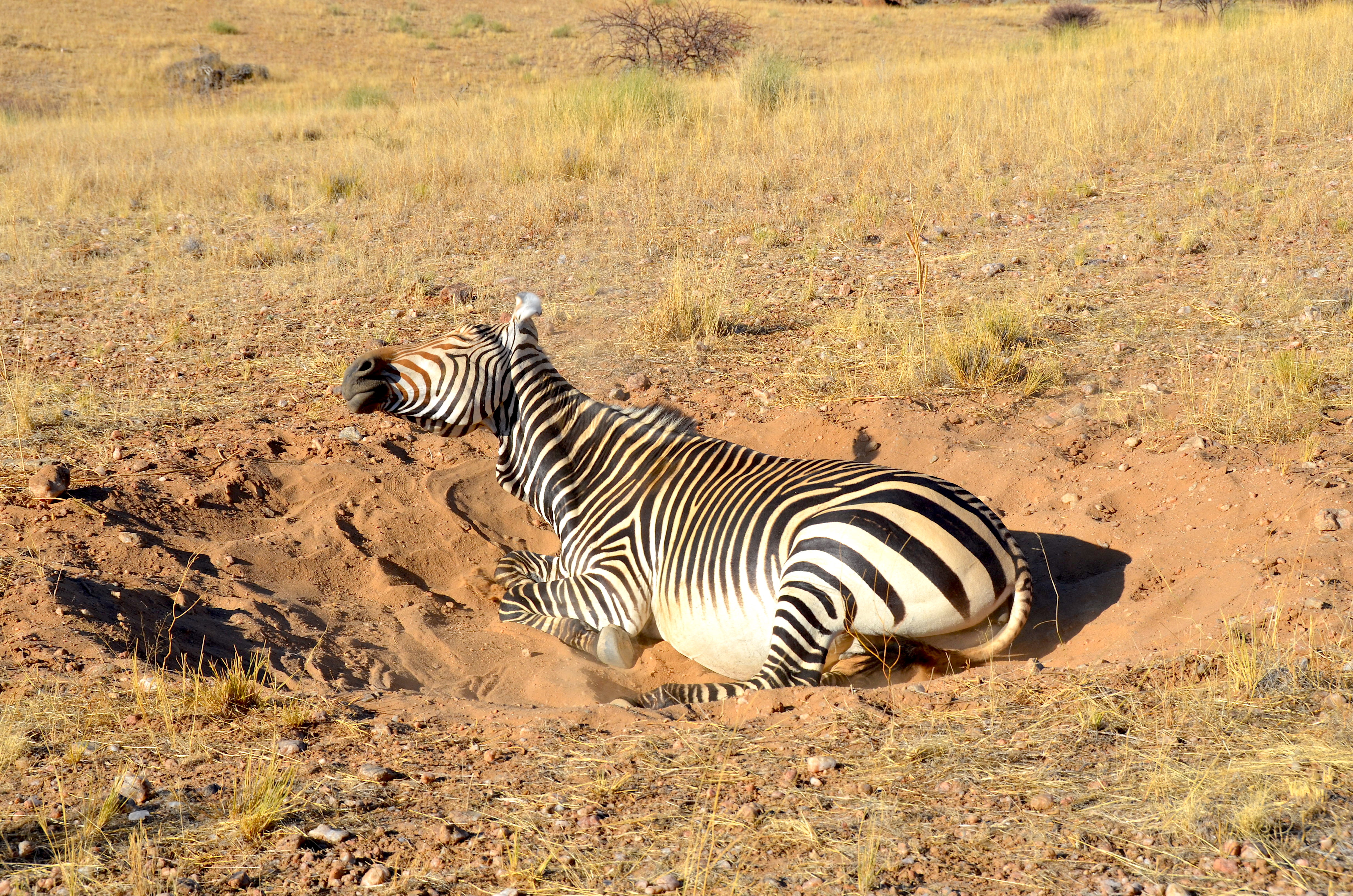
گورخر کوهی در نامیبیا در حال خاک‌مالی

رفتارهای آسایش، رفتارهای آسایشی یا رفتارهای راحتی در جانوران، فعالیت‌هایی هستند که به حفظ پوست، پرها، پوشش یا سیستم اسکلتی عضلانی کمک می‌کنند و راحتی فیزیکی جانور را افزایش می‌دهند.
رفتارهای آسایشی از سنین پایین انجام می‌شود و در طول رشد کمی تغییر می‌کند. چندین رفتار آسایش با آغاز یک دوره استراحت (مانند خودپیرایی)، در حالی که برخی دیگر با پایان دوره استراحت (مانند کشش) مرتبط هستند، احتمالاً برای آماده کردن بدن برای فرار یا شکار است. دیگر موارد (مانند حمام گردوغبار) تنها زمانی انجام می‌شود که محرک‌های بیرونی و درونی مناسب وجود داشته باشند (همچنین به خاک‌مالی ساختگی را ببینید). جانوران معمولاً رفتارهای آسایش را تنها زمانی انجام می‌دهند که در فعالیت‌های ضروری (مانند غذا دادن، نوشیدن، شکار، فرار) درگیر نباشند؛ بنابراین گاهی این رفتارها به عنوان فعالیت‌های لوکس طبقه‌بندی می‌شوند. با این حال، جانوران می‌توانند برای انجام برخی رفتارهای آسایش (مانند حمام گردوغبار در مرغ) انگیزه بالایی داشته باشند، و شرایطی که این رفتارها را خنثی می‌کند (مانند قفس‌های باتری) تأثیر منفی بر رفاه جانوران در نظر گرفته می‌شود.

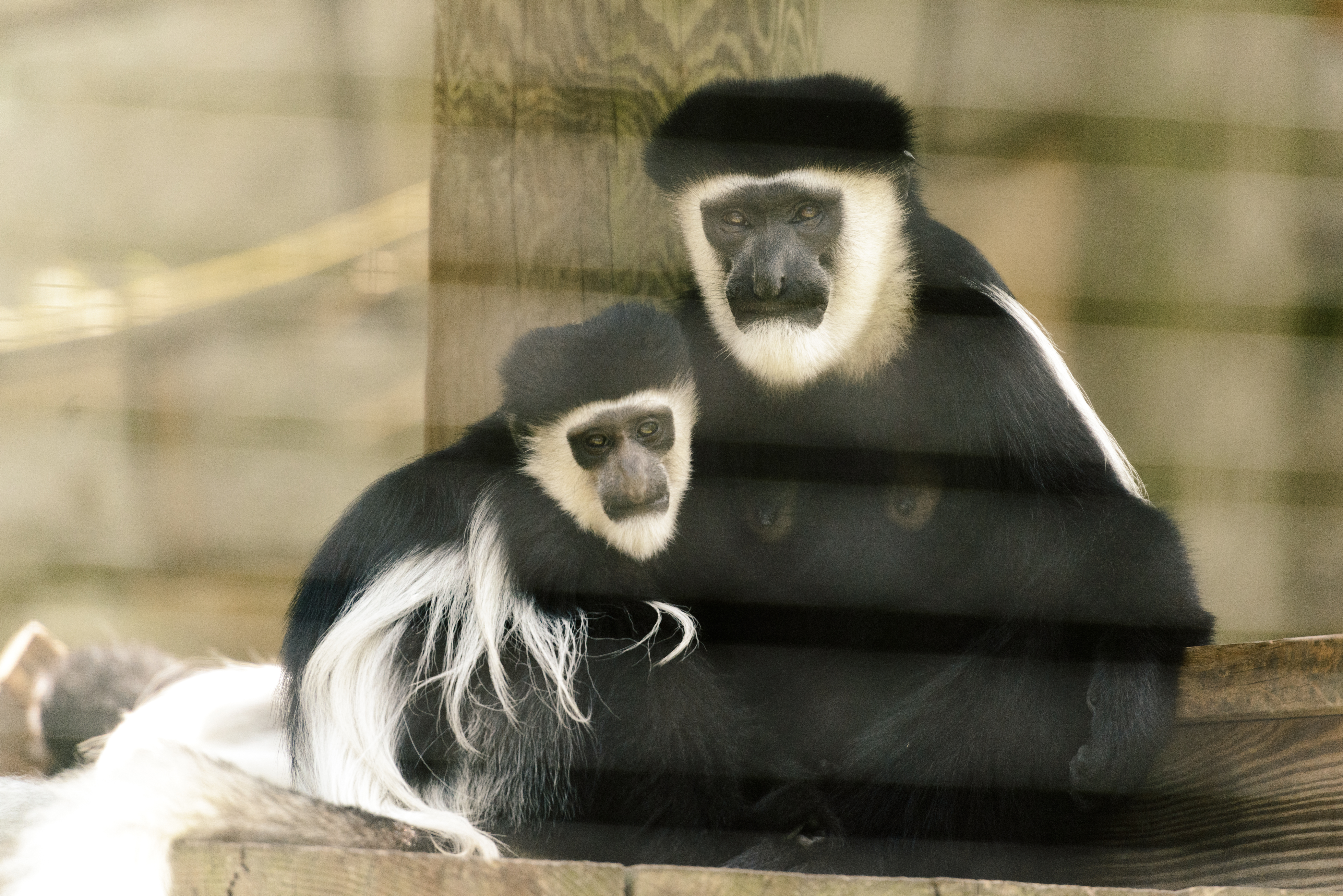
میمون مادر، کودک خود را در آغوش می‌گیرد و سبب ایجاد آسایش با تماس می‌شود.

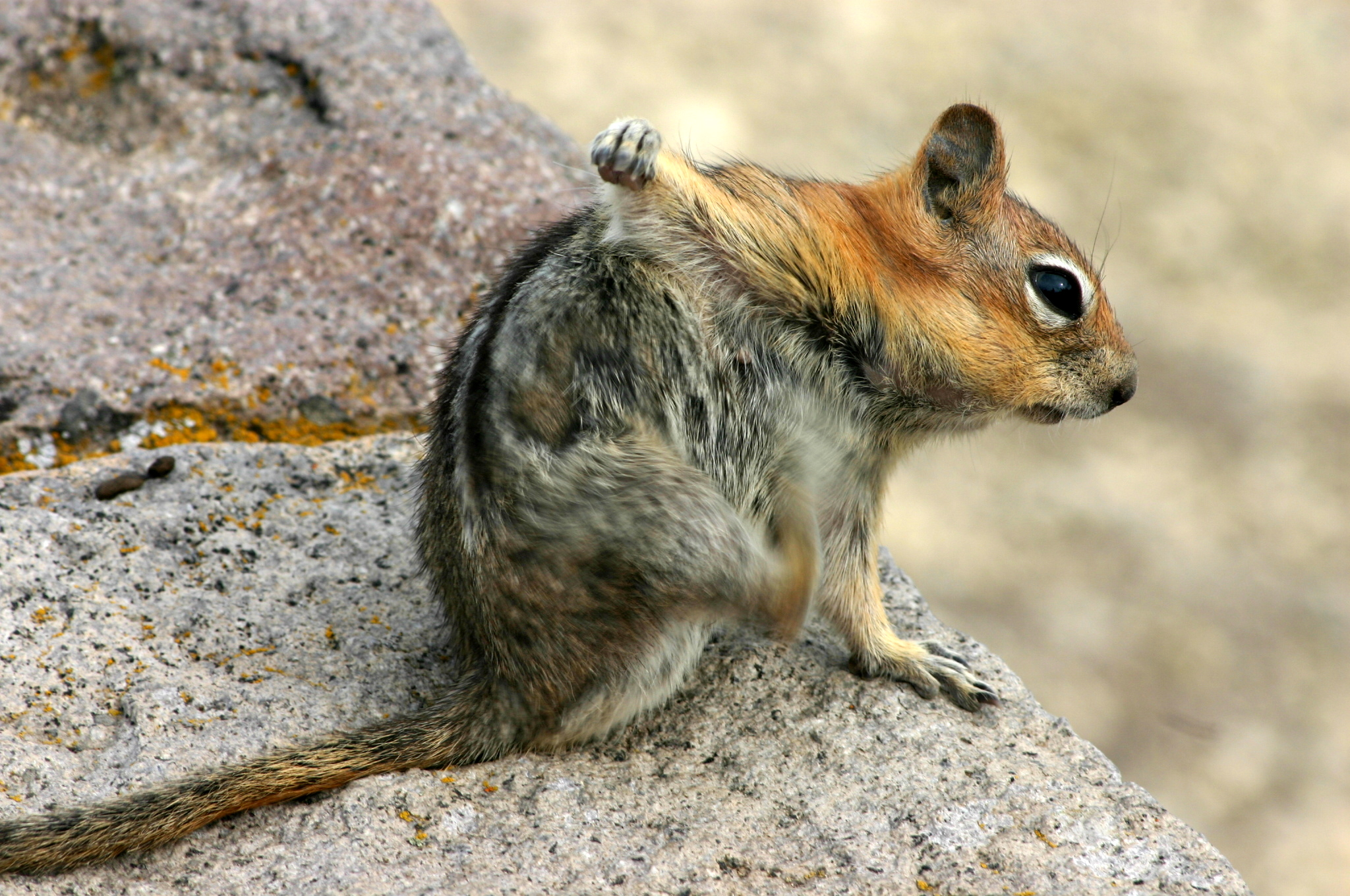
سنجاب در حال خاراندن زیربغل خود با چنگال‌های اندام پسین خود - فرآیندی از خودآرایی